# Briyumba palo Congo
 Briyumba Palo Congo es un álbum de estudio del pianista de jazz afrocubano Chucho Valdés, lanzado en 1999 por Blue Note. Producido por René López. El disco está compuesto por una combinación de temas de autoría del propio Valdés y una selección de estándares del jazz versionados al estilo propio del intérprete. Aunque a menudo se adivinan las raíces jazzisticas en los temas, debido a que se realiza un sutil repaso por la interpretación más tradicional de los mismos, al menos durante breves compases. Al mismo tiempo, durante la ejecución de los mismos, se homenajea a diversos autores e intérpretes de la escena musical cubana y de los Estados Unidos.

## Estructura del disco
El disco se compone de una elaborada mezcla entre el jazz y la música cubana, que más allá de encontrarse definida por los diversos elementos y recursos sonoros utilizados, se permite también el homenaje sentido y específico a varios personajes clave de la música popular. Esto está presente fundamentalmente en algunos temas en particular, tal es el caso de Bolero, una conmovedora balada de enorme riqueza armónica que recuerda inmediatamente la sutileza de Bill Evans, todo un experto en este estilo de pieza. "Caravan" es un vehículo perfecto para rendir tributo a dos nombres, el autor de la pieza Juan Tizol y a Duke Ellington que interpretó por vez primera a la misma, y para reafirmar sin duda alguna, cuan virtuoso pianista es Valdés. El nombre de George Gershwin hace su primera aparición en el disco de la mano del clásico "Embraceable You" que Valdés toca solo prácticamente por completo, a excepción de 14 compases en los que la sección rítmica apoya al piano momentáneamente. Ponle la clave nos aproxima desde su introducción al trabajo de Ernesto Lecuona y destaca la labor del percusionista Roberto Vizcaína. Finalmente "Rhapsody in Blue" supone el último, aunque también doble homenaje de este disco. En esta original versión es aludido desde luego su autor George Gershwin, pero también Orestes López Macho recibe tributo mediante la inclusión de un fragmento del danzón Centro San Agustín que el compusiera, otorgando una impronta fresca y diferente a la ejecución de este clásico de jazz.

## Lista de canciones
1. «El Rumbón» – 7:51
2. «Bolero» – 6:15
3. «Caravan» – 7:01
4. «Embraceable You» – 6:03
5. «Ponle la clave» – 9:23
6. «Rhapsody in Blue» – 7:07
7. «Briyumba Palo Congo» – 9:58